# Jennifer Van Dyck
Jennifer Van Dyck (St. Andrews, 23 december 1962) is een Schotse/Amerikaanse actrice.

## Carrière
Van Dyck begon in 1987 met acteren in de televisieserie The Equalizer. Hierna heeft zij nog meerdere rollen gespeeld in televisieseries en films zoals The Days and Nights of Molly Dodd (1989-1990), All My Children (1992), Bullets Over Broadway (1994) en Step Up 3D (2010).
Van Dyck is ook actief in het theater, zij maakte in 1989 haar debuut op Broadway in het toneelstuk The Secret Rapture als Rhonda Milne. Hierna heeft zij nog driemaal opgetreden op Broadway. In 1991 in het toneelstuk Dancing at Lughnasa als Chris (understudy), in 1992 in het toneelstuk Two Shakespearean Actors als Miss Jane Bass en in 2001 in het toneelstuk Hedda Gabler als Thea Elvsted.

## Filmografie

### Films
- 2011 Too Big to Fail – als Ruth Porat
- 2010 Step Up 3D – als moeder van Natalie
- 2007 Across the Universe – als moeder van Daniel
- 2007 Michael Clayton – als Ivy
- 2005 Stealing Martin Lane – als dr. Danielle Taylor
- 2001 Series 7: The Contenders – als Laura
- 2000 Jackie Bouvier Kennedy Onassis – als Caroline Kennedy
- 1997 States of Control – als Lisa
- 1994 Bullets Over Broadway – als understudy van Olive
- 1991 The Marla Hanson Story – als Lyn

### Televisieseries
Uitgezonderd eenmalige gastrollen.
- 2021 Law & Order: Organized Crime - als rechter Sharone Lee - 2 afl.
- 1999 – 2002 Law & Order – als Morgana Palmer – 2 afl.
- 1992 - 1993 All My Children – als Marta Jones – 7 afl.
- 1989 – 1990 The Days and Nights of Molly Dodd – als Sara Reddick – 6 afl.

- International Standard Name Identifier: 0000 0000 7152 1250
- Library of Congress Control Number: no2004070676
- Virtual International Authority File: 95073247
- WorldCat: E39PBJxWXPdx36C3RT7FTpDTHC